# Spaarne
Spaarne és un riu d'Holanda del Nord parcialment canalitzat que connecta el canal de Ringvaart amb una ramificació del canal del mar del Nord. El riu Spaarne travessa Haarlem, Heemstede i Spaarndam.
Els canals històrics de les fosses de Haarlem estan connectats amb el riu Spaarne. Una resclosa situada a Spaarndam separa el riu del canal del mar del Nord. Segons l'historiador Sterck-Proot, el nom del riu prové probablement de la paraula spier que, en neerlandès antic, significa «senill».

## Història
Originalment el riu fluïa des del Haarlemmermeer (llac de Haarlem) a la badia de l'IJ que s'estenia des del Zuiderzee fins a Velsen. El segle xiii es va construir una presa amb rescloses a la desembocadura del riu Spaarne, on es va formar el poble de Spaarndam.
Després d'un segle de planificacions, el llac de Haarlem es va drenar entre 1850 i 1853 i es converteix en un pòlder. El riu Spaarne va esdevenir una branca del Ringvaart i va perdre la majoria del seu cabal i fondària.
La construcció del canal del mar del Nord, acabat el 1876, va reduir la major part de la badia de l'IJ en pòlders, però es va mantenir una petita secció canalitzada de l'IJ a Spaarndam per connectar el riu Spaarne amb el nou canal. Posteriorment, es va augmentar la profunditat del riu en benefici de les indústries que es trobaven en els seus marges.

## Llocs d'interès als seus marges
Al lloc d'unió del riu i amb el Ringvaart s'hi troba el Museu De Cruquius, el qual es troba al lloc on el 1850 hi havia una de les tres estacions de bombeig originals. S'utilitza màquines de vapor per bombar l'aigua des del pòlder de Haarlemmermeer. A les seves vores també s'observen l'Slot Heemstede, lloc de l'antic Castell de Heemstede, i nombrosos edificis històrics del centre de Haarlem, com la bàscula pública de Haarlem, el Museu Teyler, el Teylers Hofje o els molins De Hommel i De Adriaan.

## Galeria d'imatges

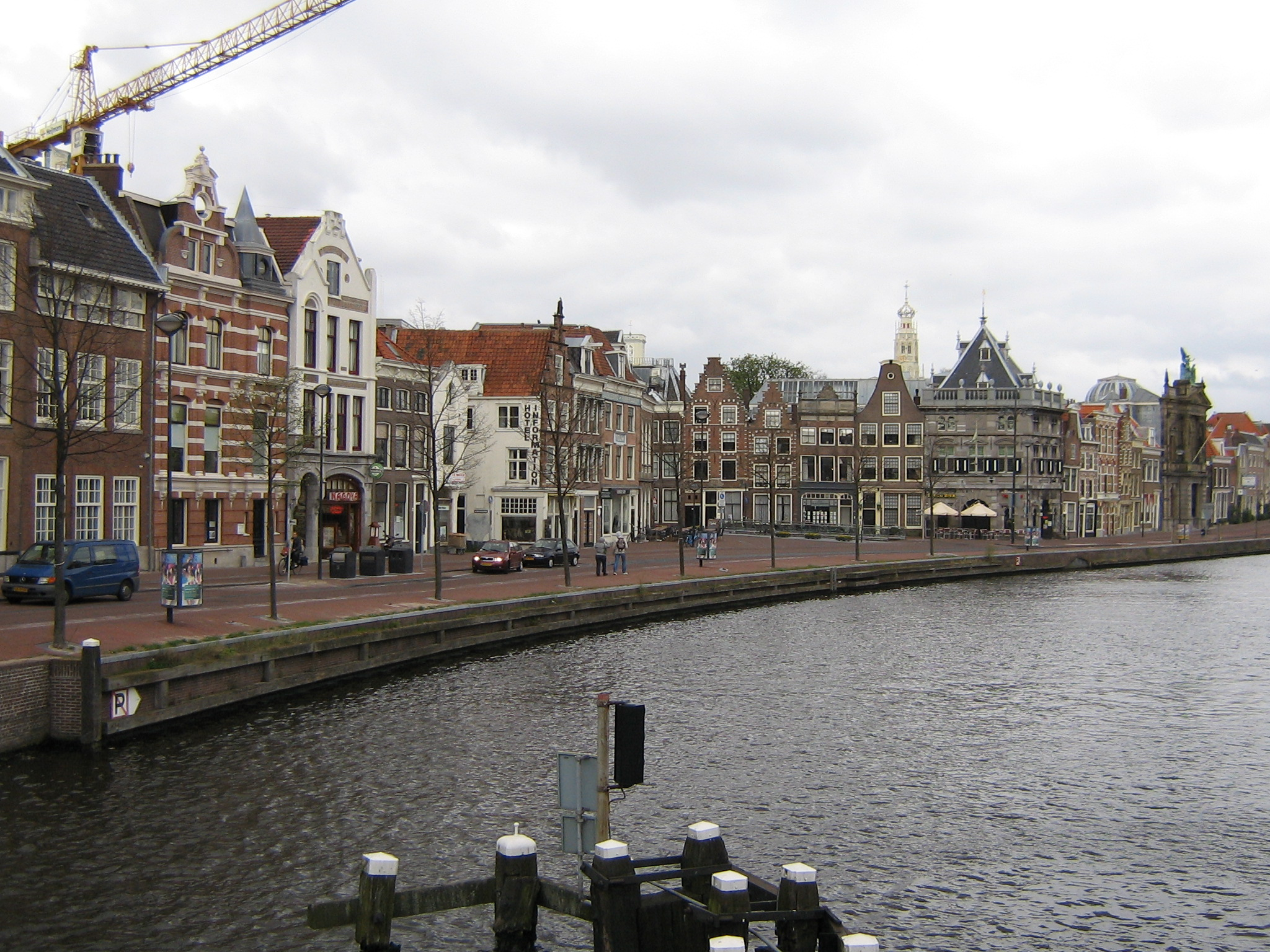
Vista del carrer Damstraat de Haarlem
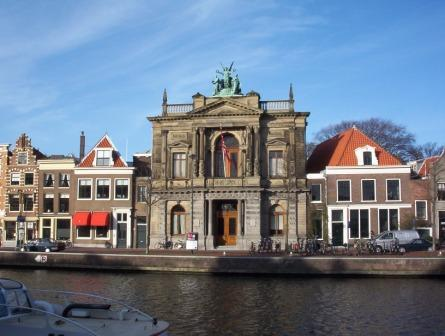
El Museu Teyler al marge del riu Spaarne
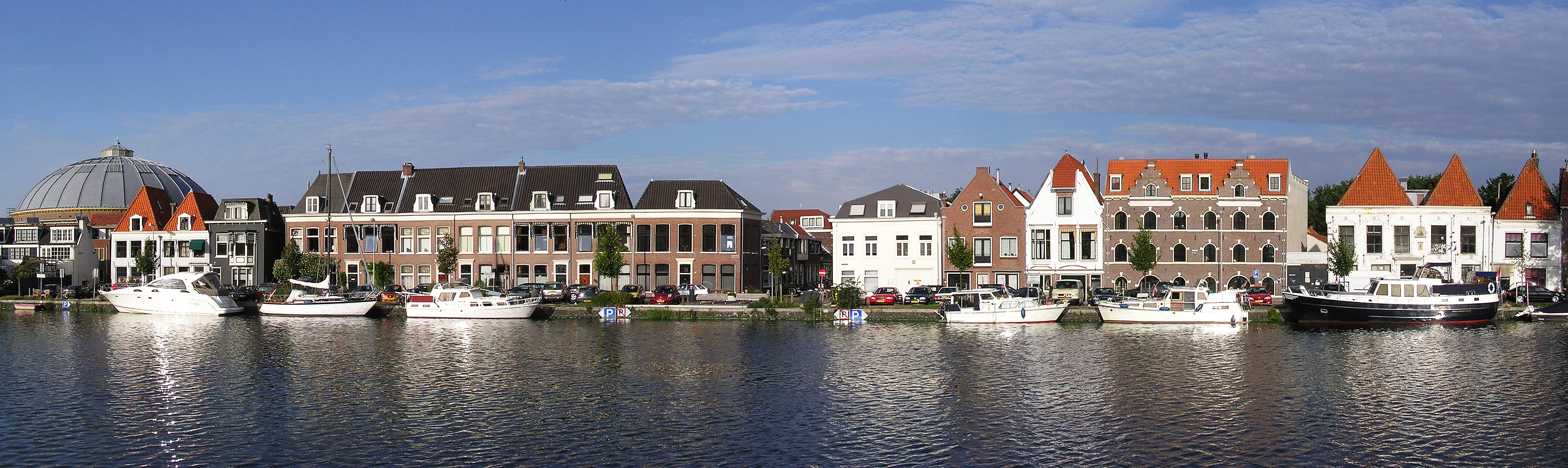
Cases al llarg dels marges del riu
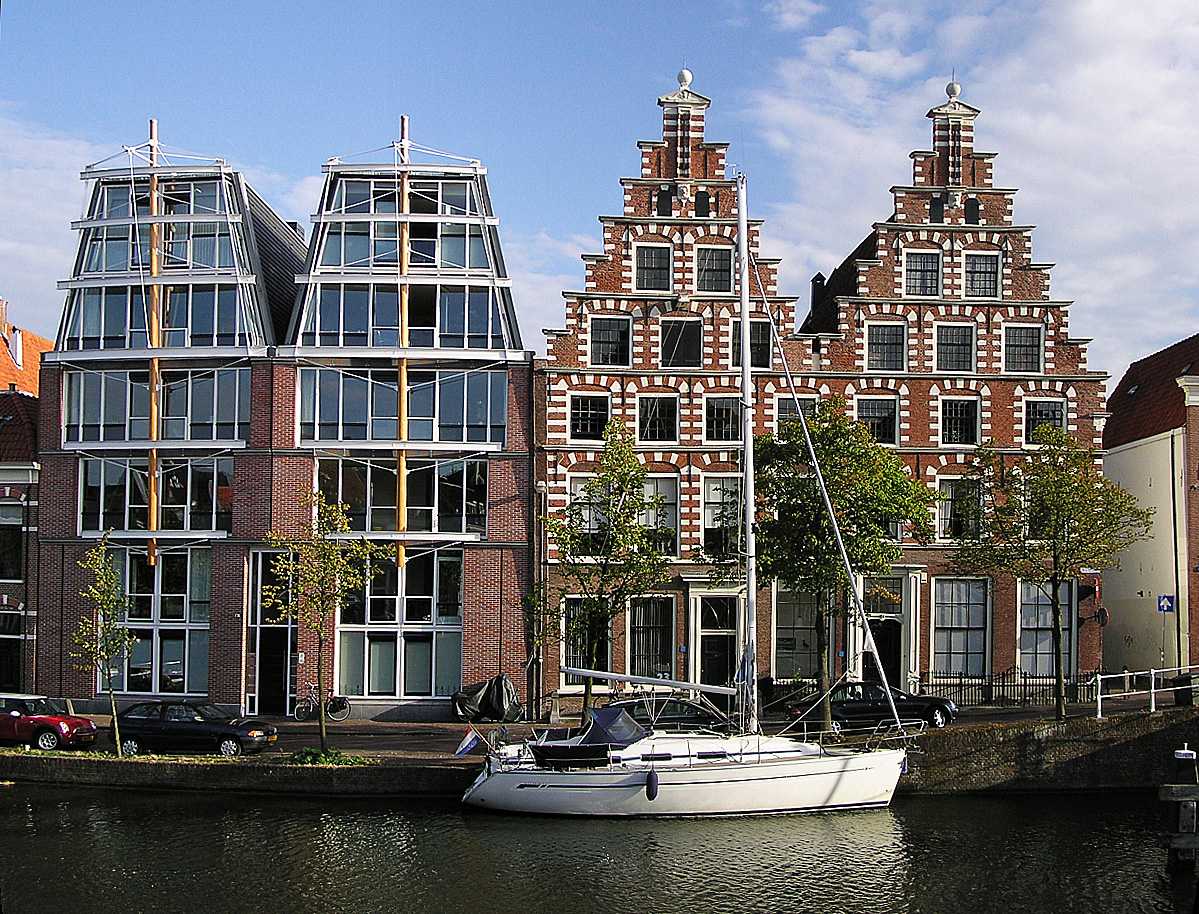
Cases modernes i tradicionals de Haarlem a la vora del riu